# List paní a dívek
List paní a dívek byl prvorepublikový a protektorátní časopis určený pro ženy.

## Vznik a vzestupListu paní a dívek
Časopis List paní a dívek vydávalo týdně nakladatelství Rodina od listopadu 1924. Pro Prahu a nejbližší okolí vycházel List paní a dívek s titulem Pražanka, List paní a dívek (od roku 1925); pro Moravu byla tištěna mutace Moravanka, List paní a dívek a pro Slovensko Slovenka (1930-1935).
Časopis si nekladl vysoké cíle, jeho významnou stálou částí byly povídky a romány na pokračování a poradna pro čtenářky. Cena 1 Kč byla ve srovnání s konkurencí příznivá. (Přímý konkurent – časopis Hvězda československých paní a dívek – sice stál 90 haléřů, ale týdeník Pestrý týden 2,80 Kč a společenský magazín Eva 3 Kč.)
Úspěšný byl komiksový seriál pro děti Punťa, který vycházel v nedělní příloze. Jeho úspěch byl znásoben samostatným sešitovým vydáním pod názvem Veselé i smutné osudy rozpustilého psíka punti. Ten vycházel od roku 1935, zpočátku nepravidelně, od čísla 7/1935 měsíčně. Celkem vyšlo 140 čísel; vydávání bylo přerušeno nacisty v roce 1942 (v tom roce ještě vzniklo 17 čísel).

### Artur Vaňous a nakladatelství Rodina
Časopis List paní a dívek vydával Artur Vaňous (1888 – 1968)   ve svém nakladatelství Rodina. Předtím pracoval v nakladatelství Melantrich, kde vznikl původní nápad časopisu pro ženy (Hvězda československých paní a dívek); Arturu Vaňousovi se však podařilo zahájit vydávání konkurenčního Listu paní a dívek zhruba o rok dřív. 
Německou verzi časopisu vydával Artur Vaňous pod názvem Frauenfreude - Mädchenglück ve svém druhém nakladatelství Stella
Dalším úspěšným projektem nakladatelství Rodina byla Červená knihovna (s podtitulem Knihovna českoslov. paní a dívek). Celkem v edici Červená knihovna vyšlo 104 titulů.  

### OsobnostiListu paní a dívek
- S nakladatelstvím Rodina je spojena spisovatelka Fan Vavřincová[5] (1917-2012). Do Listu paní a dívek přispívala od roku 1936 pod svým vlastním jménem Věra Němotová a v letech 1936-1938 byla jeho redaktorkou.

- René Klapač (výtvarník, grafik, 1905- ) byl autorem kreseb ke komiksu o Punťovi.[6]

- Zdeněk Tmej (fotograf, 1920-2004) přispíval svými fotografiemi do různých časopisů, mezi nimi i do Listu paní a dívek.

## ZánikListu paní a dívek
List paní a dívek vycházel do února 1943. Nakladatel Artur Vaňous byl zatčen gestapem v r. 1942. Od 27. února do 4. dubna 1943 byl cíleně napadán v téměř každém čísle antisemitského týdeníku Arijský boj. Přežil věznění v Buchenwaldu a Osvětimi, po návratu do vlasti mu byl majetek znárodněn. Emigroval a zemřel v roce 1968. Do vlasti se již nevrátil.
Se zánikem Listu paní a dívek zaniká v roce 1943 i nakladatelství Rodina.
Po válce už vydávání Listu paní a dívek nebylo obnoveno.